# Pizza, birra, faso
Pizza, birra, faso es una película argentina dramática de 1998 escrita y dirigida por Bruno Stagnaro e Israel Adrián Caetano. Si bien fue una película realizada con muy bajo presupuesto, su calidad y sus premios conseguidos le dieron un gran impulso a la industria cinematográfica de su país. Pizza, birra, faso es además considerado como uno de los filmes más representativos del Nuevo Cine Argentino (NCA). La película cuenta la historia de una banda de adolescentes marginales que habitan una misma casa y sobreviven en las calles de Buenos Aires realizando robos de baja monta. Fue estrenada el 15 de enero de 1998.
En una encuesta de las 100 mejores películas del cine argentino llevada a cabo por el Museo del Cine Pablo Ducrós Hicken en el año 2000, la película alcanzó el puesto 10. En una nueva versión de la encuesta organizada en 2022 por las revistas especializadas La vida útil, Taipei y La tierra quema, presentada en el Festival Internacional de Cine de Mar del Plata, la película alcanzó el puesto 8.

## Argumento
La historia empieza con dos jóvenes, el Cordobés y Pablo, llevando adelante un robo para un chofer de taxi que les provee armas y les paga para que asalten a sus pasajeros. Luego del robo, hacia el anochecer, ambos se juntan en el Obelisco a comer pizza barata, beber cerveza y fumar cigarrillos con Frula, Megabom y Sandra, pareja del Cordobés que espera un hijo suyo.
Al terminar, Frula y el Cordobés deciden comprar más comida, por lo que visitan al «Rengo», un discapacitado que toca la guitarra en la calle, lo engañan y le quitan sus recaudaciones. Esa misma noche el grupo salta el vallado del Obelisco, rompe su puerta y sube a su cima. En eso, Sandra, que no había ingresado, es detenida por un policía que acompañaba al «Rengo». Al otro día Sandra sale de la comisaría y es recibida por su pareja, pero, enfadada con él, le dice que lo deja temporalmente hasta que encuentre un trabajo digno.
En un intento de juntar algo de dinero, el Cordobés, Pablo y Megabom fingen un altercado en una fila de desocupados, roban una billetera y escapan, pero terminan en un hospital público debido a que Pablo sufre un ataque de asma. Mientras aguardan el alta de Pablo, deciden dejar de actuar al lado del taxista definitivamente. 
Con Pablo todavía internado, el Cordobés visita a su novia, que se mudó a la casa de su padre, el cual la maltrata físicamente. Sandra le dice que tiene miedo de que acabe preso y le pide que le prometa que no va a volver a robar. Este lo hace a regañadientes y le propone de paso la idea de mudarse juntos a Uruguay.
El grupo planea entonces un nuevo atraco junto a su nuevo socio, Rúben, un muchacho mayor, conocido de Frula, que dispone de un auto, un Ford Fairlane del año 1971 y de armas. El objetivo es un restaurante de alto perfil, al que supuestamente asisten ricos y famosos. Cuando llegan, se dan cuenta de que el restaurante no es muy concurrido, pero igualmente dan el golpe y escapan. Durante el escape, el auto se detiene y Rúben intenta repararlo. Al mismo tiempo, un policía se les acerca y hace funcionar el vehículo, pero les pide una coima al notar que Rúben no cuenta con cédula verde. Al retirarse y repartir el botín, Rúben se queda con la mayor parte del mismo y le da el resto a los chicos, que, frustrados, se van a un boliche e intentan entrar sin pagar, pero, aunque no lo logran, notan que el lugar recauda mucha plata y lo toman como nuevo objetivo.
Con el golpe definitivo ya planeado, contactan al taxista que antes los empleaba para engañarlo. Así, mientras llevan adelante el asalto de una pasajera que iba a viajar en avión a Córdoba, le roban el coche, su dinero y sus armas, abandonándolo en un terreno baldío. Sin embargo, dado que durante el robo Pablo sufre un nuevo ataque de asma y es ayudado por la mujer, quien además resulta ser coprovinciana del protagonista, deciden llevarla al aeropuerto. Al bajar del auto, ésta los denuncia telefónicamente ante la policía.
El grupo avanza con el último trabajo y logra robar el boliche, pero al mismo tiempo surgen diversos inconvenientes. Un empleado del local hiere de bala al Cordobés, mientras que un policía descubre el taxi robado, golpea salvajemente a Megabom hasta dejarlo tendido en la calle y luego mata de un disparo a Frula. No obstante, Pablo y el protagonista consiguen huir del lugar, al tiempo que son perseguidos por una gran cantidad de patrulleros. El primero de ellos decide enfrentarlos y facilita el encuentro del Cordobés con Sandra, que estaba esperándolo para cruzar juntos en barco a Montevideo.
En la última escena, el Cordobés le entrega el botín a Sandra y le pide que se vaya sola, prometiéndole que él ya luego le daría el alcance. Ella aborda la embarcación, el Cordobés la ve partir y muere segundos antes de que la policía lo encuentre. Mientras la cámara se va alejando, se escucha por el radio de la policía decir que Pablo murió en el tiroteo con estos últimos.

## Reparto
- Héctor Anglada	... 	Cordobés
- Jorge Sesán      ... 	Pablo
- Pamela Jordán 	... 	Sandra
- Alejandro Pous	... 	Megabom
- Walter Díaz	... 	Frula
- Adrián Yospe	... 	Rubén
- Martín Adjemián   ... 	Taxista
- Tony Lestingi	... 	Pasajero
- Daniel Dibiase	... 	Trompa
- Rubén Rodríguez	... 	Rengo
- Elena Cánepa	        ... 	Vieja
- Sergio París	        ... 	Policía 1
- Gustavo Semiz 	... 	Policía 2
- Roberto Álvarez Nom	... 	Patovica
- Claudia Moreno	... 	Prostituta

## Producción
El film fue realizado con un presupuesto acotado, de apenas 300.000 pesos/dólares.

## Temas y recepción crítica
Al momento de su estreno el film fue un éxito total, y actualmente es considerado como la obra maestra de Bruno Stagnaro. La crítica entendió que el argumento de la misma refleja crudamente la situación decadente de la sociedad argentina, que ya había comenzado a sufrir los efectos de la convertibilidad, con índices de desocupación, marginalidad y delincuencia crecientes en camino hacia la crisis de 2001. Utilizando un inédito (para el cine argentino) lenguaje callejero y cotidiano, plagado de palabras del léxico de los ladrones, tuvo una excelente recepción de la crítica local y del público.
Recibió la calificación “Excelente” del diario La Nación, y un “Muy buena” del diario Clarín.

## Premios
| Premio                                          | Categoría                  | Nominado(a)                          | Resultado |
| ----------------------------------------------- | -------------------------- | ------------------------------------ | --------- |
| Premios Cóndor de Plata                         | Mejor Película             | Bruno Stagnaro Israel Adrián Caetano | Ganadora  |
| Premios Cóndor de Plata                         | Mejor Opera Prima          | Bruno Stagnaro Israel Adrián Caetano | Ganadores |
| Premios Cóndor de Plata                         | Mejor guion original       | Bruno Stagnaro Israel Adrián Caetano | Ganadores |
| Premios Cóndor de Plata                         | Mejor director             | Bruno Stagnaro Israel Adrián Caetano | Nominados |
| Premios Cóndor de Plata                         | Mejor revelación masculina | Héctor Anglada                       | Ganador   |
| Premios Cóndor de Plata                         | Mejor revelación masculina | Jorge Sesán                          | Nominado  |
| Premios Cóndor de Plata                         | Mejor montaje              | Andrés Tambornino                    | Nominado  |
| Premios Clarín                                  | Mejor Película             | Bruno Stagnaro Israel Adrián Caetano | Ganadora  |
| Premios Clarín                                  | Mejor revelación masculina | Héctor Anglada                       | Ganador   |
| Festival Internacional de Cine de Friburgo      | Premio FIPRESCI            | Bruno Stagnaro Israel Adrián Caetano | Ganadores |
| Festival Internacional de Cine de Friburgo      | Gran Premio                | Bruno Stagnaro Israel Adrián Caetano | Ganadores |
| Festival Internacional de Cine de Mar del Plata | Mejor Película             | Bruno Stagnaro Israel Adrián Caetano | Nominados |
| Festival de Cine Latinoamericano de Toulouse    | Mejor Película             | Bruno Stagnaro Israel Adrián Caetano | Ganadores |
| Gramado Film Festival                           | Mejor Película             | Bruno Stagnaro Israel Adrián Caetano | Ganadores |
| Gramado Film Festival                           | Mejor Director             | Bruno Stagnaro Israel Adrián Caetano | Ganadores |
| Gramado Film Festival                           | Mejor guion                | Bruno Stagnaro Israel Adrián Caetano | Ganadores |